# Bataille de Kolbiyow
Guerre civile somalienne
La Bataille de Kolbiyow a lieu le 27 janvier 2017. Des combattants des Chebabs attaquent un contingent des forces armées kényanes et de l'armée somalienne et prennent le contrôle de la base militaire et de la ville de Kolbiyow (nl).

## Contexte
Le 25 janvier, une attaque des forces kényanes venues de Kulbiyow contre une base des Chebabs est repoussée. Le lendemain, le renseignement kényan apprend qu'une contre-attaque djihadiste se prépare. Des soldats sont donc envoyés en reconnaissance tandis que les défenses sont renforcées. Il y a alors 250 soldats kényans et somaliens, la garnison étant articulée autour de la compagnie C du 15th Kenya Rifles Battalion (en), soit 120 hommes,, organisés en quatre sections et renforcés par une batterie d'obusiers et plusieurs mortiers.
L'attaque djihadiste est finalement lancée dans la nuit de depuis Badhadhe. Le bataillon Saleh al-Nabhan, une unité des Chebabs connue pour avoir déjà participé à la victoire islamiste à El Adde, y participe. Certains des attaquants sont décrits comme des combattants arabes étrangers bien entraînés.

## Déroulement
Vers minuit, un drone de surveillance de l'AMISOM repère les mouvements de troupes djihadistes et les Kényans bombardent avec leur artillerie et leurs mortiers les islamistes pendant 50 minutes. Pensant que les Chebabs ont été repoussés, les défenseurs de la base reprennent leurs occupations habituelles,.
Le drone repère de nouveaux combattants approchant de la base seulement 20 minutes plus tard. Cette nouvelle attaque prend les défenseurs par surprise et un camion piégé rempli d'explosifs parvient à pénétrer dans la base. Bien que ce camion soit finalement détruit par un canon sans-recul de 84 mm kényan, il a alors largement ouvert une brèche dans le périmètre défensif extérieur de la base. L'infanterie djihadiste, soit 150 à quelques centaines d'hommes appuyés par de l'artillerie mobile, assaille ensuite la base. Les échanges de feu sont brutaux et confus. Le capitaine Silas Ekidor, commandant en second kényan, tente de réorganiser la défense et rallie plusieurs soldats kényans autour de lui, avant d'être tué par l'explosion d'un second véhicule piégé. Le commandant de la batterie d'artillerie, le major Major Mwangi, est également tué dans les combats. Deux sections kényanes battent en retraite sur l'ordre de leurs commandants, laissant les deux autres sections seules face aux attaquants.
Peu après, les défenses intérieures de la base sont percées par un troisième camion piégé, dont l'explosion permet aux djihadistes de mettre en déroute les derniers défenseurs, qui fuient dans le bush, poursuivis par les Chebabs,. La bataille a duré environ 90 minutes.
Après le retrait des forces pro-gouvernementales, les Chebabs prennent le contrôle de la base, ainsi que de la ville. Ils capturent des véhicules et de l'équipement, brûlant ce qu'ils ne peuvent emporter,,,. Un hélicoptère d'attaque kényan Harbin Z-9 intervient et ouvre le feu, dispersant les djihadistes. Toutefois, ils semblent qu'ils soient parvenus à se replier avec leur butin en bon ordre. Quelques heures plus tard, des renforts kényans reprennent possession de la base.

## Les pertes
Les shebabs revendiquent la mort de 65 soldats, ce que l'armée kényane dément,. Les deux sections qui se sont repliées ont subi très peu de pertes, tandis que les deux autres ont été quasi-complètement anéanties.
Le 28 janvier, l'armée kényane affirme à son tour que 70 djihadistes ont été tués.

## Conséquences
Les forces de défense kényanes démentent le nombre élevé de pertes subies par les soldats de l'AMISOM. Un porte-parole de l'armée qualifie même cette bataille de victoire, expliquant que l'attaque a été repoussée et que les terroristes ont subi de très lourdes pertes,. Les efforts du gouvernement kényan pour peindre la bataille comme une victoire échouent au fur et à mesure que les récits des témoins oculaires apparaissent. Un officier somalien qui a survécu à l'attaque décrit l'affrontement comme un désastre, tandis qu'un officier kényan arrivé plus tard sur le champ de bataille qualifie ce dernier de « horrendous scene » (« scène horrible ») à la vue des nombreux corps de soldats tués.
L'attaque est perçue par les analystes comme d'abord un coup de communication pour les Chebabs, qui cherchent non seulement à prouver qu'ils représentent encore une force avec laquelle il faut compter mais également à jouer sur le résultat des élections au Kénya, où l'opération en Somalie est de plus en plus remise en question. Directement après l'attaque, le chef de l'opposition kényanne, Raila Odinga, réaffirme qu'il considère que l'armée doit se retirer de Somalie.